# A Wedding Anniversary
A Wedding Anniversary est un groupe autrichien de rock gothique, auteur de deux albums en 1989 et 1993.
Le groupe est formé en mars 1988 par Marcus Testory (chant, guitare), Jurgen Kern (guitare, chant), Issy Fellmann (basse), Valentina Grigorov (clavier, chœurs) et Christoph Ashauer (batterie, chœurs). Ils quittent Vienne peu de temps après pour s'installer à Paris et  signent avec le label français Danceteria .
Le premier album homonyme, enregistré à Draßburg en août 1988 et mixé à Rouen en décembre, sort l'année suivante. Celui présente plusieurs poèmes de Dylan Thomas mis en musique, en plus des propres compositions du groupe. Leurs chansons, bien que s'inscrivant dans un style « gothic rock » à la Sisters of Mercy, offrent une diversité bercée de nombreuses autres influences (new wave, batcave, dark folk). Ceremony After A Fire Raid, par exemple, rappelle Bauhaus. L'album fait l'objet d'une chronique peu élogieuse par Jean-Luc Manet dans le magazine Best, ce qui n'empêche pas le single The Man From The Hills d'être diffusé en radio sur Oui FM et sur Colour3 en Suisse et d'atteindre les hit-parades tant en France qu'en Suisse (p. ex. 20e place dans "Best-Sellers"). Le disque est suivi la même année par Asylum, un EP 4 titres enregistré à Vienne.
Le groupe effectue une tournée passant notamment par Bordeaux et Paris en novembre 1990 et joue en première partie de Fields of the Nephilim.
Malheureusement, la production du second album par le label autrichien Gash Records est plus confidentielle. Le groupe se sépare peu après en 1993. Une compilation contenant deux inédits, simplement intitulée Best of, sort en 1997 sur le label allemand MCG Medien GmbH.
Par la suite le chanteur Marcus Testory fait une apparition dans deux épisodes de la série télévisée américaine Highlander et forme le groupe acoustique Chamber - L'Orchestre De Chambre Noir. Jurgen Kern réalise des projets en solo sous le nom de Taliesin, puis rejoint le groupe Supermax. Marcus et Jurgen travaillent ensemble dans Kaspar Hauser Complex.
Les membres originaux du groupe se reforment en 2021. Ils publient des remixs des chansons du premier album dans la série baptisée 33,33 Re-Releases — pour 33 ans d'existence — sur le site de leur nouveau label, Delicious Releases. Ils enregistrent la chanson Giving Ground pour l'album Honoris II en hommage aux Sisters of Mercy et Sisterhood.

## Discographie
- 1989 : A Wedding Anniversary (Danceteria)
- 1989 : Asylum (Danceteria)
- 1993 : The Age Of Lies (Gash Records)
- 1997 : Best Of (MCG Medien GmbH)
- 2021 : 33,33 Re-Releases Part 1[digital] (Delicious Releases)
- 2022: 33,33 Re-Releases Part 2 [digital] (Delicious Releases)
- 2023: The Monks Of The Isis: 35 Years Collectors-Box, Part 1 [Vinyl] (Delicious Releases)